# La Madone Aldobrandini
La Madone Aldobrandini ou La Madone Garvagh est une peinture religieuse de Raphaël. Le tableau est actuellement exposé à la National Gallery de Londres.

## Histoire
Datant de 1509/1510 environ, la Madone Aldobrandini, est formellement attribuée à Raphaël et date de la fin de sa présence à Florence.
Son titre (Madone Aldobrandini ou Madone Garvagh) est dû au fait qu'elle fut longtemps détenue par la famille Aldobrandini et lord Garvagh.
Au XVIe siècle le tableau était la propriété de la famille Aldobrandini, qui habitait la Villa Borghèse à Rome et qui l'a conservé jusqu'à la fin des années 1780,.
À la suite de l'invasion napoléonienne de l'Italie en 1796, le tableau a été acquis à Rome par le marchand d'art anglais Alexander Day, puis en 1818 par lord Garvagh pour sa collection privée et enfin en 1865 le National Gallery acheta la peinture à sa veuve et ses héritiers.

## Composition
Conformément à l'iconographie chrétienne, le tableau représente Marie, tenant sur ses genoux, l'Enfant Jésus en présence du petit saint Jean.